# Mutiloa
Mutiloa és un municipi de Guipúscoa, al País Basc.

## Etimologia
Una hipòtesi molt estesa fa provenir el nom del municipi de mutil-ona. Mutil vol dir noi en euskera i ona és una paraula molt comuna en la toponímia basca, que en un sentit restringit significa ferreria, però que en un sentit més ampli pot significar cabanya o barraca. Mutiloa hauria estat Mutilola originalment i hauria significat la cabanya del noi, havent perdut la segona l del seu nom ja durant l'edat mitjana. No està registrat el nom de Mutilola para referir-se a Mutiloa, però aquesta hipòtesi se sustenta que les localitats navarreses de Mutiloa Alta i Mutiloa Baixa, el nom basc de la qual és també Mutiloa, si que tenen registres històrics que les criden Mutilola, pel que es pot suposar que van sofrir una evolució similar a la Mutiloa guipuscoana. També va haver en Eibar antigament una ferreria anomenada Mutilola. Els habitants de Mutiloa reben el nom de mutiloarras. Aquest gentilici és comú a homes i dones i prové de l'euskera, estant format pel nom del poble i el sufix -ar que indica pertenecencia a un lloc.

### Barris
L'estructura del municipi de Mutiloa és similar a la dels petits nuclis rurals de Guipúscoa. El casc del poble està format per poc més d'una vintena de cases entorn de l'ajuntament, l'església parroquial i la plaça del poble. Aquest nucli agrupa a menys del 20% de la població del municipi. Dominant el casc del poble es troba el barri de Liernia (Lierni) format per diversos caserius agrupats entorn de l'ermita del mateix nom. Aquesta modesta agrupació de cases és l'únic nucli de certa entitat existent en el municipi al marge del casc del poble. Aquí viu altre 10% de la població del municipi. En aquest barri hi ha dos restaurants. La resta de la població (70%) viu disseminada pel terme municipal en una mica més d'una cinquantena de caserius. Les agrupacions més o menys disperses de caserius formen els següents barris:
- Elbarrena: en la zona més baixa del municipi. Són una vintena de caserius situats de Mutiloa cap a Segura a la vega del rierol Mutiloa.
- Ergoena: són una quinzena de caserius en la zona més alta del municipi. En la part alta de la conca del rierol Troia.
- Gerriko.
- Lenkaran: una quinzena llarga de caserius entri Ergoena i el casc de Mutiloa.
- Murgiondo Aldea: són 4 caserius situats de Mutiloa cap al veí poble de Zerain, seguint el rierol del mateix nom.
- Urbizuaran: són 5 caserius situats prop de Lierni.

## Eleccions 2007
Dos partits van presentar candidatura a l'ajuntament en les últimes eleccions municipals del municipi. Els Independents per Mutiloa i el Partit Popular. Aquests van ser els resultats: 
- Independents per Mutiloa : 111 vots (5 escons)
- Partit Popular : 0 vots (0 escons)

Això va portar com a alcalde a Iñaki Ugalde Alustiza, per part de la candidatura dels Independents per Mutiloa, mentre que el Partit Popular no va aconseguir cap escó, per no rebre la seva candidatura ni un sol vot.

## Galería d'imatges

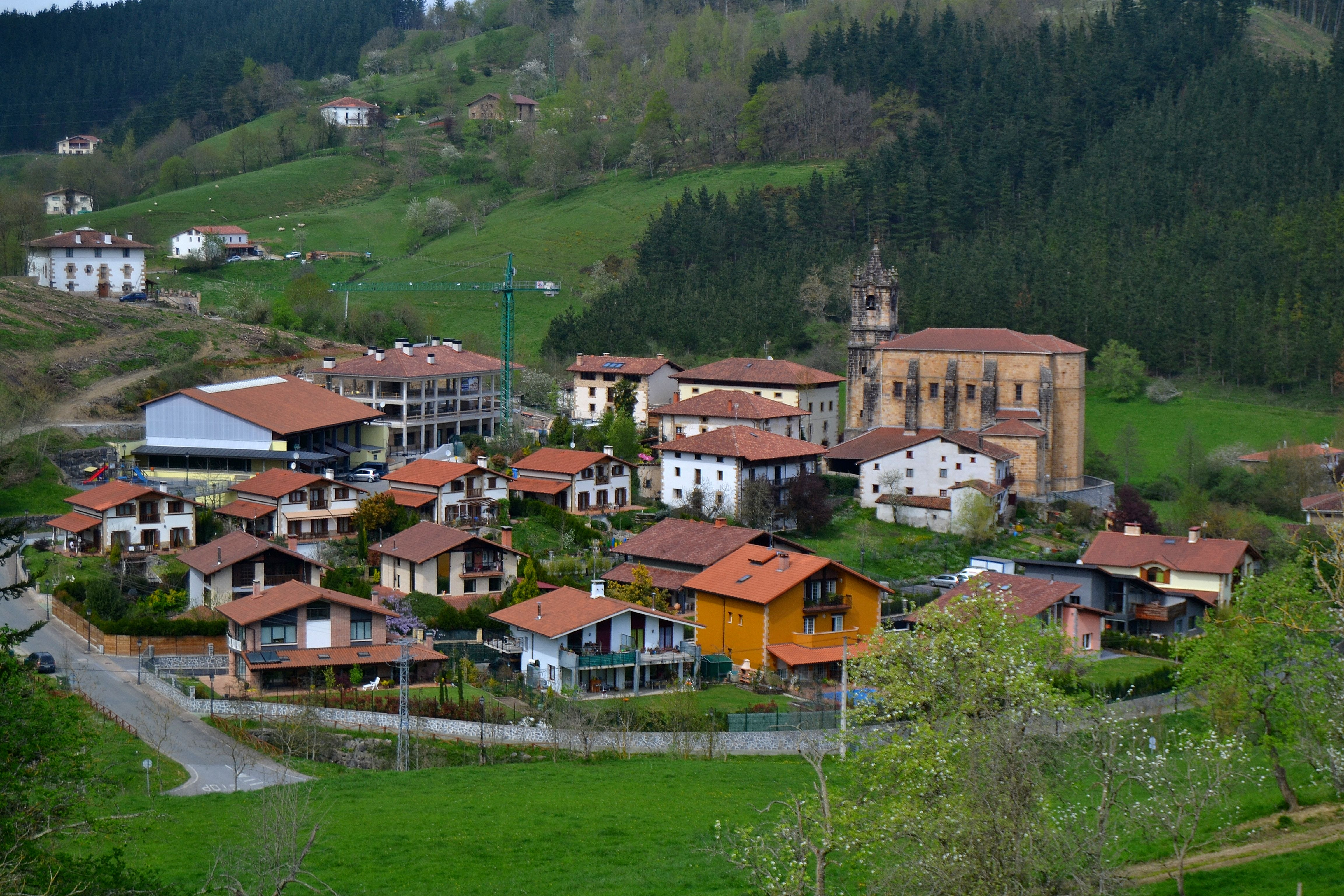
Nucleo de Mutiloa.
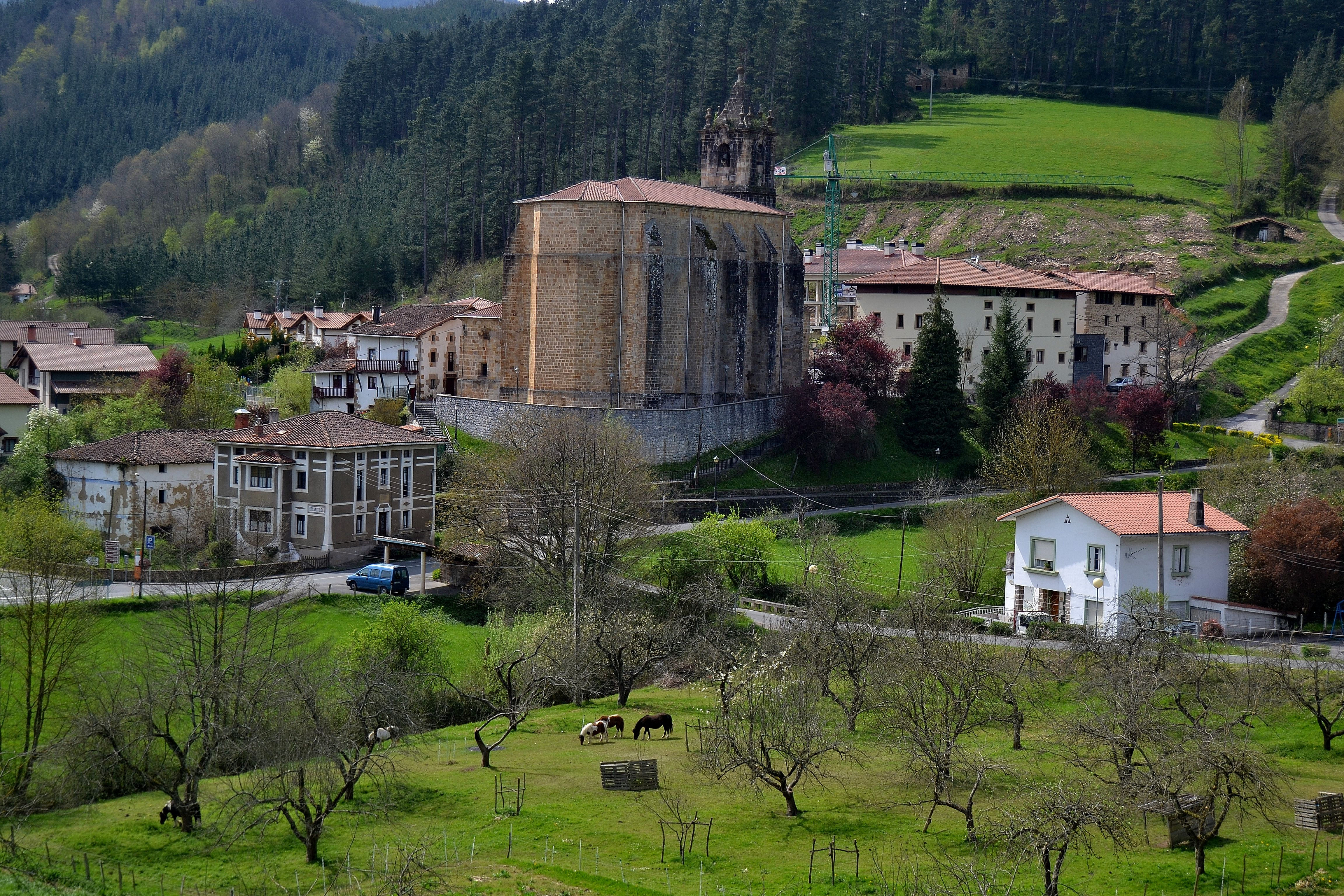
Nucleo de Mutiloa.